# Huy chương Max Planck

Giải khai mạc: Max Planck (bên trái) trao "Huy chương Max Planck" của Deutsche Physikalische Gesellschaft (Hội Vật lý Đức) cho Albert Einstein (bên phải) ngày 28.6.1929 ở Berlin, Đức.

Huy chương Max Planck là một giải thưởng dành cho các thành tựu đặc biệt trong ngành Vật lý lý thuyết. Huy chương này đựợc Deutsche Physikalische Gesellschaft (tiếng Đức: Hội Vật lý Đức) - một tổ chức lớn nhất thế giới các nhà vật lý - trao hàng năm, kể từ năm 1929.

## Các người đoạt Huy chương
- 1929 Max Planck và Albert Einstein
- 1930 Niels Bohr
- 1931 Arnold Sommerfeld
- 1932 Max von Laue
- 1933 Werner Heisenberg
- 1934 - 1936 không trao
- 1937 Erwin Schrödinger
- 1938 Louis de Broglie
- 1939 - 1941 không trao
- 1942 Pascual Jordan
- 1943 Friedrich Hund
- 1944 Walther Kossel
- 1945 - 1947 không trao
- 1948 Max Born
- 1949 Otto Hahn và Lise Meitner
- 1950 Peter Debye
- 1951 James Franck và Gustav Hertz
- 1952 Paul Dirac
- 1953 Walther Bothe
- 1954 Enrico Fermi
- 1955 Hans Bethe
- 1956 Victor Weisskopf
- 1957 Carl Friedrich von Weizsäcker
- 1958 Wolfgang Pauli
- 1959 Oskar Klein
- 1960 Lew Landau
- 1961 Eugene Wigner
- 1962 Ralph Kronig
- 1963 Rudolf Peierls
- 1964 Samuel Goudsmit và George Uhlenbeck
- 1965 - không trao
- 1966 Gerhard Lüders
- 1967 Harry Lehmann
- 1968 Walter Heitler
- 1969 Freeman Dyson
- 1970 Rudolf Haag
- 1971 không trao
- 1972 Herbert Fröhlich
- 1973 Nikolai Bogolubov
- 1974 Léon van Hove
- 1975 Gregor Wentzel
- 1976 Ernst Stueckelberg
- 1977 Walter Thirring
- 1978 Paul Peter Ewald
- 1979 Markus Fierz
- 1980 không trao
- 1981 Kurt Symanzik
- 1982 Hans-Arwed Weidenmüller
- 1983 Nicholas Kemmer
- 1984 Res Jost
- 1985 Yoichiro Nambu
- 1986 Franz Wegner
- 1987 Julius Wess
- 1988 Valentine Bargmann
- 1989 Bruno Zumino
- 1990 Hermann Haken
- 1991 Wolfhart Zimmermann
- 1992 Elliott H. Lieb
- 1993 Kurt Binder
- 1994 Hans-Jürgen Borchers
- 1995 Siegfried Großmann
- 1996 Ludvig Faddeev
- 1997 Gerald E. Brown
- 1998 Raymond Stora
- 1999 Pierre Hohenberg
- 2000 Martin Lüscher
- 2001 Jürg Fröhlich
- 2002 Jürgen Ehlers
- 2003 Martin Gutzwiller
- 2004 Klaus Hepp
- 2005 Peter Zoller
- 2006 Wolfgang Götze
- 2007 Joel Lebowitz
- 2008 Detlev Buchholz
- 2009 Robert Graham
- 2010 Dieter Vollhardt
- 2011 Giorgio Parisi
- 2012 Martin Zirnbauer
- 2013 Werner Nahm
- 2014 David Ruelle[1]
- 2015 Viatcheslav Mukhanov
- 2016 Herbert Wagner
- 2017 Herbert Spohn
- 2018 Juan Ignacio Cirac
- 2019 Detlef Lohse
- 2020 Andrzej Buras
- 2021 Alexander Markovich Polyakov
- 2022 Annette Zippelius
- 2023 Rashid A. Sunyaev
- 2024 Erwin Frey